# 貴志川八幡宮
貴志川八幡宮（きしがわはちまんぐう）は、和歌山県紀の川市貴志川町岸宮にある神社。

## 歴史
当地は神功皇后が三韓征伐後、紀伊国名草郡柏原郷に上陸後に立ち寄った場所だとされる。
八幡神を尊崇する大和国宇智郡坂合荘（現・奈良県五條市阪合部新田町）の住人阪上法兼が一筋の光を発見した。調べてみるとその光はこの地から発せられていた。そこで、その光を八幡神の影向と考えた法兼によって康平6年（1063年）、鳩羽山の山頂のタテリ岩がある地に八幡宮を創建し、自ら社司となったという。その際、国司の五条大納言より種々の珍宝の寄進を受け、四方50町に及ぶ神領が定められたとする。
寛治元年（1087年）、中腹にある岸宮中宮遺跡の地に遷座する。寛元元年（1243年）、現在地に遷座する。
室町時代には蓮華ノ宮八幡と呼ばれていた。
天正年間（1573年 - 1593年）に兵火にかかり社殿が焼失し、神領が没収されるが、慶長6年（1601年）に山名師氏によって再興された。
1906年（明治39年）、社殿が再建される。
当社の東にはかつての別当寺・大日寺がある。

## 祭神
- 主祭神 - 品陀和気命、息長足比賣命、玉依姫命
- 配祀神 - 三筒男神、菅原道真命、子安神、玉垂神、宇賀神、大雷神、国常立神、星神、大国主、須佐之男命、天照皇大神、豊受神、天児屋根命

## 境内
- 本殿 - 1906年（明治39年）再建。
- 幣殿 - 1906年（明治39年）再建。
- 拝殿 - 1906年（明治39年）再建。
- 御輿庫
- 庭園 - 安土桃山時代に作られた蛇紋岩の石庭。
- 塞ノ神社
- 相殿社（天満神社、田村神社）
- 相殿社（春日神社、妙見神社）
- 伊勢神宮遥拝社
- 社務所
- 奥宮 - 一の宮。山頂にあり、タテリ岩と呼ばれる蛇紋岩の磐座がある。
- 中宮 - 上の宮。岸宮中宮遺跡（紀の川市指定史跡）と呼ばれる環状配石遺構が残っている。
- 境外社
  - 伏神神社

## 文化財

### 紀の川市指定史跡
- 岸宮中宮遺跡 - 古代祭祀の遺跡であるが、山頂の奥宮と山腹の中宮・岸宮中宮遺跡、そして山麓の里宮・貴志川八幡宮と並んでいる珍しいつくりである。

## 祭事
- 例祭 - 4月3日、10月3日

## 交通アクセス
- 和歌山電鐵貴志川線甘露寺前駅より徒歩20分